# Гацфельдт, София фон
Графиня София Жозефина Эрнестина Фридерика Вильгельмина фон Гацфельдт-Вильденбург-Шёнштейн (нем. Sophie Josephine Ernestine Friederike Wilhelmine Gräfin von Hatzfeldt-Wildenburg-Schönstein, урожд. графиня фон Гацфельдт-Трахенберг (нем. Gräfin von Hatzfeldt-Trachenberg); 10 августа 1805, Трахенберг — 25 января 1881, Висбаден) — немецкая социалистка из рода Гацфельдтов. Известна как соратница и сожительница Фердинанда Лассаля.

## Биография
Родилась в семье князя Франца Людвига фон Гацфельдта из Трахенберга в Силезии. В 1822 году Софию вынудили выйти замуж за дальнего родственника из вильденбургской ветви фамилии — графа Эдмунда фон Гацфельдт-Вильденбург-Вейсвейлера. Это брак должен был завершить семейный конфликт между ветвями Гацфельдт-Трахенберг и Гацфельдт-Вильденбург. Состоятельный Эдмунд фон Гацфельдт владел замком Калькум под Дюссельдорфом, Шёнштейном и замком Кротторф. 
Муж Софии оказался человеком грубым и жестоким. Даже рождение сына Пауля в 1831 году не могло остановить графа от его обычных загулов. София хотела развестись ещё в 1830 году, но её братья отказали ей в финансовой поддержке. В 1846 году София начала бракоразводный процесс самостоятельно при поддержке знаменитого адвоката и лидера рабочего движения Фердинанда Лассаля, с которым она познакомилась через полковника графа Кайзерлинга. Процесс, который Лассаль использовал также в пропагандистских целях, продлился вплоть до 1854 года и прошёл шесть судов.
С 1848 года «красная графиня» поселилась вместе с Лассалем в Дюссельдорфе и активно участвовала в Мартовской революции. После развода в 1851 году она продолжала жить с Лассалем до 1856 года, затем переехала в Берлин, но оставалась с Лассалем в тесном контакте. В 1861 году София и Лассаль встретились в Италии с Гарибальди. В 1862 году София фон Гацфельдт проживала в Цюрихе и вместе с Вильгельмом Рюстовом путешествовала по Южной Германии.
После смерти Лассаля в 1864 году София фон Гацфельдт считала себя его духовной наследницей, издавала его сочинения и работала в основанном Лассалем Всеобщем германском рабочем союзе, где вскоре конфликтовала со многими мужчинами — членами рабочего движения. В 1867 году София фон Гацфельдт основала Лассалев Всеобщий германский рабочий союз, председателем которого стал Фриц Менде. После объединения Лассалева союза с ВГРС в 1869 году графиня прекратила политическую деятельность и помирилась с семьёй, проживала в графском имении Фрауэнштейн и в Хеддернхайме, затем в Висбадене.

## Семья
София и Эдмунд фон Гацфельдт-Вильденбург поженились 10 августа 1822 года. В 1851 году был оформлен развод. У них родилось трое детей:
- граф, с 1870 года князь Альфред фон Гацфельдт-Вильденбург (1825—1911), женат на графине Габриэле фон Дитриштейн-Проскау-Лесли
- графиня Мелания фон Гацфельдт (1828—1911), замужем за графом Максимилианом фон Нессельроде-Эресхофеном
- граф Пауль фон Гацфельдт-Вильденбург (1831—1901), женат на Хелене Мультон

Младшая сестра Клара (1807—1858) вышла замуж за Августа Людвига фон Ностица.

## Публикации
- Ferdinand Lassalle, Nachgelassene Briefe und Schriften, 6 Bde., Stuttgart 1921-25:
  - Bd. 3: Der Briefwechsel zwischen Lassalle und Marx nebst Briefen von Friedrich Engels und Jenny Marx an Lassalle und von Karl Marx an Gräfin Sophie Hatzfeldt, Stuttgart 1922.
  - Bd. 4: Briefwechsel mit Gräfin Sophie von Hatzfeldt, Stuttgart 1924.